# Plazi
Plazi är en schweizisk-baserad internationell, ideell organisation som stödjer och främjar utvecklingen av långsiktigt och öppet tillhandahållande av digital biotaxonomisk litteratur. Plazi driver en digital taxonomisk litteraturdatabas för att möjliggöra arkivering av taxonomiska behandlingar, förbättra lämnade taxonomiska behandlingar genom att skapa en version i XML-formaten TaxonX  och Taxpub,  och undervisa om vikten av att upprätthålla fri tillgång till vetenskaplig diskurs och data. Det är en bidragande orsak till den framväxande e-taxonomin inom biodiversitetsinformatik.
Tillvägagångssättet utvecklades ursprungligen i ett binationellt program med National Science Foundation (NSF) och tyska Research Foundation (DFG) för digitalt bibliotek till American Museum of Natural History respektive universitetet i Karlsruhe, för att skapa en XML-schemamodellering av innehållet i biosystematisk litteratur. TaxonX-schemat tillämpas på äldre publikationer med GoldenGATE,  en halvautomatisk redaktör. I sitt nuvarande (2016) tillstånd är GoldenGATE ett sammansatt uppdateringsverktyg som möjliggör allmänt engagemang med att semantiskt förbättra dokument.
Plazi har utvecklat metoder för att, via en TAPIR-tjänst, göra tillgängligt poster i publicerad taxonomisk litteratur, insamlade av Global Biodiversity Information Facility (GBIF). På samma sätt har i Species Page Model (SPM) för enskilda arter gjorts överföringsschema för att kunna ta tillvara behandlingar (vetenskapliga beskrivningar av arter och högre taxa) av tredje part som Encyclopedia of Life (EOL). Om sådana finns, är behandlingarna kopplade med länkar till externa databaser såsom GenBank, Hymenoptera Name Server för vetenskapliga namn eller ZooBank, registret av zoologiska namn.
Plazi hävdar att den följer lagen om upphovsrätt och att taxonomiska behandlingar inte räknas som litterära och konstnärliga verk. Plazi hävdar också att sådana arbeten därför är öppet tillgängliga och fritt kan användas och spridas (med lämpliga citat enligt vetenskaplig praxis).